# John Carter de Marte
John Carter de Marte es el undécimo y último libro de la serie marciana de Edgar Rice Burroughs; acerca del personaje ficticio John Carter. No es en realidad una novela, sino más bien una colección de dos de las historias de John Carter de Marte.
El primero, "John Carter y el gigante de Marte", es una historia juvenil escrita por el hijo de Burroughs John "Jack" Coleman Burroughs, y afirmó haber sido revisado por Burroughs. Fue escrito para un libro de Whitman Little Big, ilustrado por Jack Burroughs, que fue publicado en 1940 y reeditado después en Amazing Stories el próximo año.
La segunda historia, "Los hombres Esqueleto de Júpiter", fue publicado por primera vez en Amazing Stories en 1943. Concebido como el primero de una serie de novelas cortas para luego ser recogidos en forma de libro, a la manera de Llana de Gathol, termina con la trama sin resolver, y las secuelas previstas nunca fueron escritos. Varios escritores han escrito otras terminaciones pastiche de la historia.
La primera edición de John Carter of Mars (un título que nunca Burroughs utiliza realmente para cualquier libro de la serie Barsoom) fue publicado en 1964 por el Cañaveral de prensa, catorce años después de la muerte de Burroughs.

## Historias
- "John Carter y el gigante de Marte"
- "Los hombres Esqueleto de Júpiter"

## Recepción
Este libro no es muy apreciada por los fanes de la serie marciana y generalmente se considera una especie de idea de último momento. Sin embargo, en el libro maestro de la aventura: Los mundos de Edgar Rice Burroughs, Richard A. Lupoff, el editor de la edición de 1964 Cañaveral de prensa de John Carter of Mars, escribe que es interesante por su contraste entre lo "real" de Burroughs (esqueleto los hombres de Júpiter) y "sucedáneo" de Burroughs (John Carter y el gigante de Marte).

## Derechos de autor
Los derechos de autor de este libro ha vencido en Australia, y por lo tanto ahora reside en el dominio público allí. El texto está disponible a través del Proyecto Gutenberg Australia.